# Libyjské námořnictvo

1977-2011

Libyjské námořnictvo je součástí ozbrojených sil Libye. Personál námořnictva tvoří 8000 osob. Jeho hlavním posláním je pobřežní obrana. Jádrem jeho sil jsou 2 fregaty, 2 korvety a raketové čluny. Hlavní síly námořnictva doplňuje libyjská pobřežní stráž. Základny jsou Al Khums, Benghází, Misuráta, Tobruk, Tripolis a Darnah.

## Historie

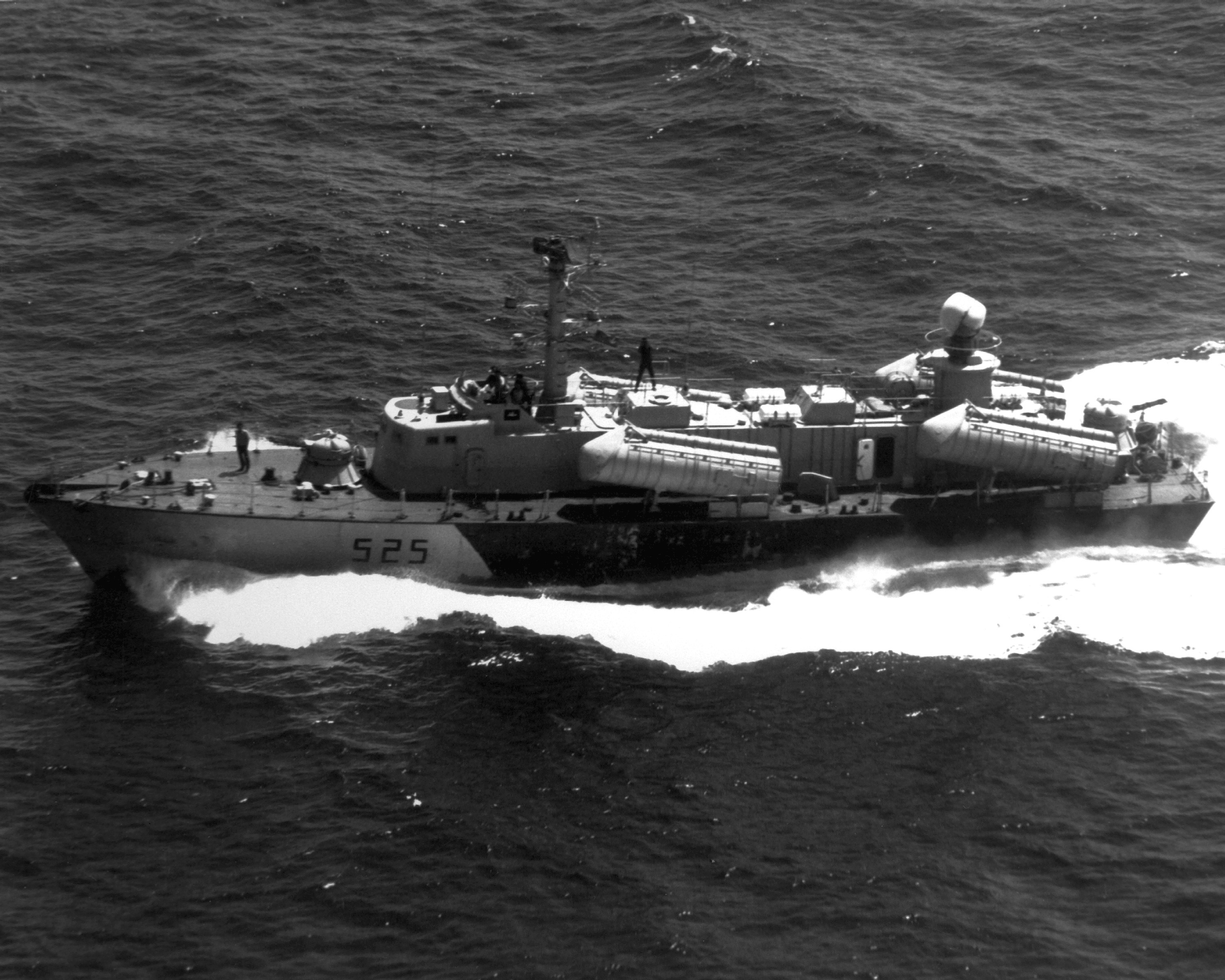
Raketový člun El Matkhur třídy Osa II

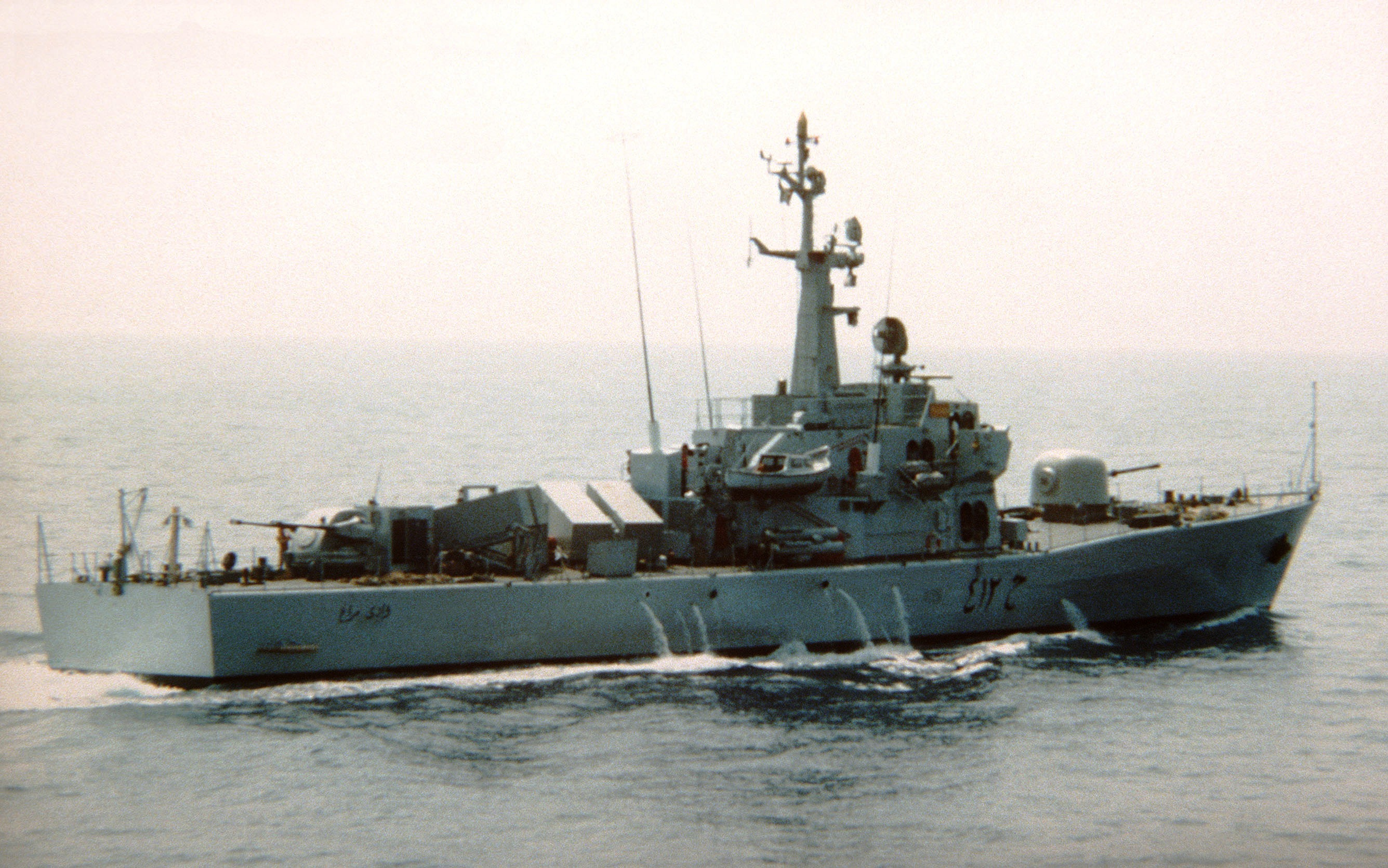
Korveta třídy Assad al-Tadjier

Libyjské námořnictvo bylo založeno roku 1962 za vlády krále Idrise I. Po jeho svržení a nastolení režimu plukovníka Kaddáfího, se stalo jedním z nejsilnějších afrických námořnictev (z 200 mužů v roce 1966 se zvětšilo až na současných 8000 mužů). Zůstalo ale závislé na dodávkách výzbroje a náhradních dílů ze zahraničí. Technikou ho přitom zásoboval především Sovětský svaz. Jeho problémem však byl nedostatečný výcvik personálu, který měl obsluhovat moderní zbraňové systémy.
Rozvoj libyjského námořnictva začal v 70. letech 20. století. Ve Velké Británii byla loděnicí Vosper v letech 1968–1973 postavena fregata Dat Assawari (byla objednána ještě před převratem), kterou na konci 70. let doplnily čtyři korvety třídy Assad al-Tadjier, postavené v Itálii, dvanáct sovětských raketových člunů projektu 205U (v kódu NATO třída Osa II) a tři raketové čluny dánského typu Soloven. V letech 1976–1983 navíc SSSR dostal šest ponorek Projektu 641 (v kódu NATO třída Foxtrot). V 70. letech též byly získána výsadková plavidla, přestože tento typ lodí neměl vysokou prioritu. Jednalo se o lodě Ibn Houf a Ibn Harissa postavené ve Francii a čtyři jednotky polské třídy Polnocny C.
V 80. letech námořnictvo ještě posílilo. SSSR mu dodal dvě fregaty Projektu 1159R (v kódu NATO třída Koni III), čtyři korvety Projektu 1234E (v kódu NATO třída Nanuchka II) a osm minolovek Projektu 266M (v kódu NATO třída Natya). Francie v první polovině 80. let dodala deset raketových člunů třídy Combattante II, které ke konci dekády doplnily čtyři raketové čluny jugoslávské třídy Kobra.
Státní podpora terorismu vedla k tomu, že se Libye několikrát dostala do menších střetů s USA. Americké letouny například v roce 1985 bombardovaly Tripolis a Benghází. Hlavním střetem, ve kterém bylo námořnictvo nasazeno byl incident v zálivu Velká Syrta v noci z 24. na 25. března 1986. Americké palubní letouny tehdy potopily korvetu Ean Zakut projektu 1234 a raketový člun Waheed třídy Combattante II. Další lodě poškodily.
Embargo uvalené na Libyi v roce 1981 velice ztížilo údržbu stávajících lodí a akvizice nových jednotek. Situaci ještě zhoršil rozpad SSSR po skončení studené války. Po zrušení embarga v roce 1999 byly u některých lodí provedeny potřebné generální opravy, které probíhaly zejména v chorvatské loděnici Adria Mar. Papírově je tak libyjské námořnictvo stále poměrně silné, fakticky je ale jeho efektivita nízká a řada jeho lodí nebojeschopná.
Jednotky námořnictva se zapojily do povstání, které v Libyi vypuklo v roce 2011. Dne 21. února jednotky námořnictva věrné Kaddáfího režimu ostřelovaly části Tripolisu. V Benghází se naopak některé jednotky – mezi nimi i Al Hani jedna z fregat projektu 1159R a jedna z raketových korvet projektu 1234E – přidaly na stranu povstalců. Fregata Al Hani se poté stala vlajkovou lodí námořnictva povstalců. Naopak plavidla věrná Kaddáfímu se stala cílem útoků letadel NATO, což bylo zdůvodněno například jejich pokusy o zaminování přístupů k obléhané Misurátě. Při útocích 20. května NATO oznámilo zasažení celkem osmi plavidel. Zničena tak byla druhá libyjská fregata Al Ghardabia, kterou zasáhly pumy Paveway svržené z britských útočných letadel Tornado GR.4.

## Složení

### Fregaty

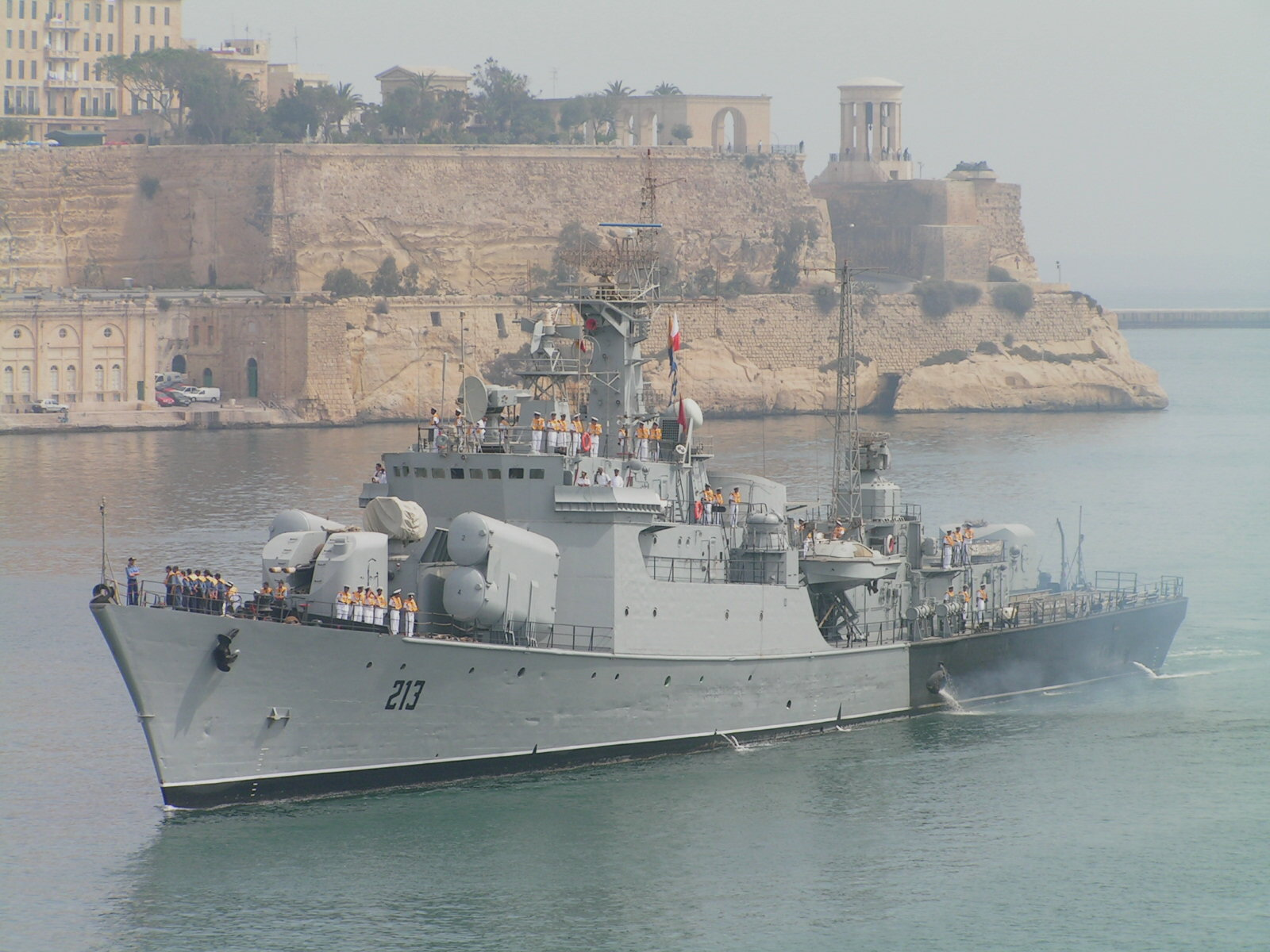
Fregata Al Ghardabia při návštěvě Malty v květnu 2005

- Projekt 1159R (v kódu NATO třída Koni III)
  - Al Hani (212) – ukořistěna rebely v Benghází, jejich vlajková loď[6]
  - Al Ghardabia (213) – zničena letouny NATO[6]

### Korvety
- Projekt 1234E (v kódu NATO třída Nanuchka II)
  - Tariq-Ibn Ziyad (416)
  - Ain Zaara (418)

### Ponorky

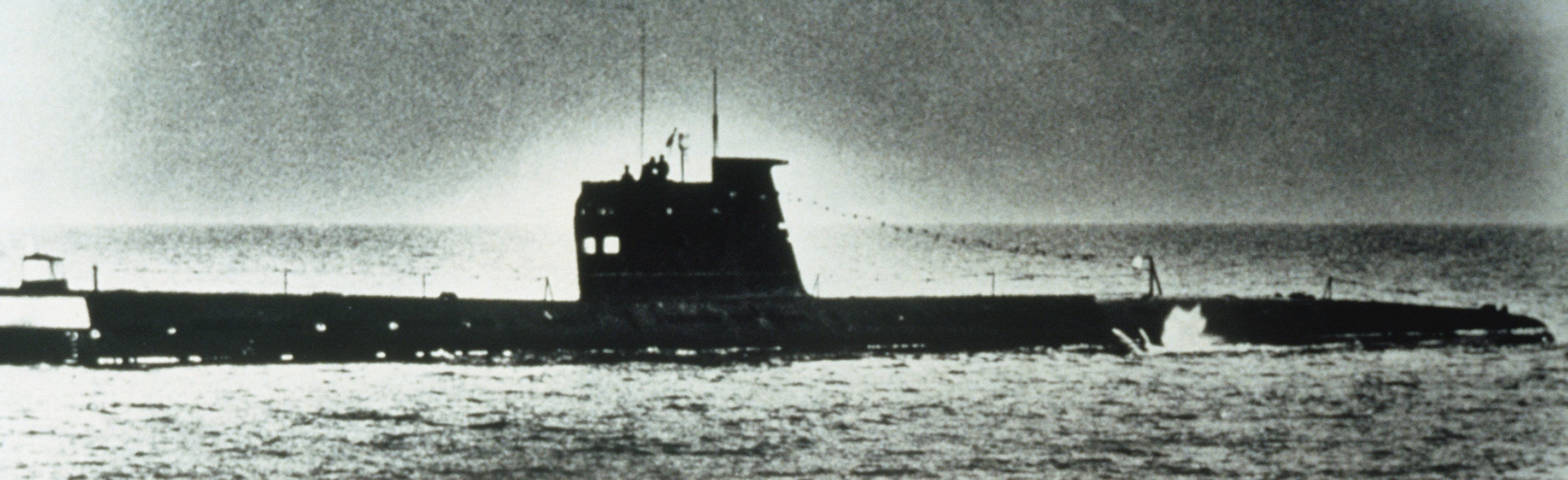
Ponorka třídy Foxtrot

- Projekt 641 (v kódu NATO třída Foxtrot) – 2 ks – není jisté, zda jsou bojeschopné[1]

### Raketové čluny
- Třída Combattante II – 6 ks[7]
- Projekt 205U (v kódu NATO třída Osa II) – 4 ks[7]

### Minolovky
- Projekt 266M (v kódu NATO třída Natya) – 4 ks[1]

### Výsadkové lodě

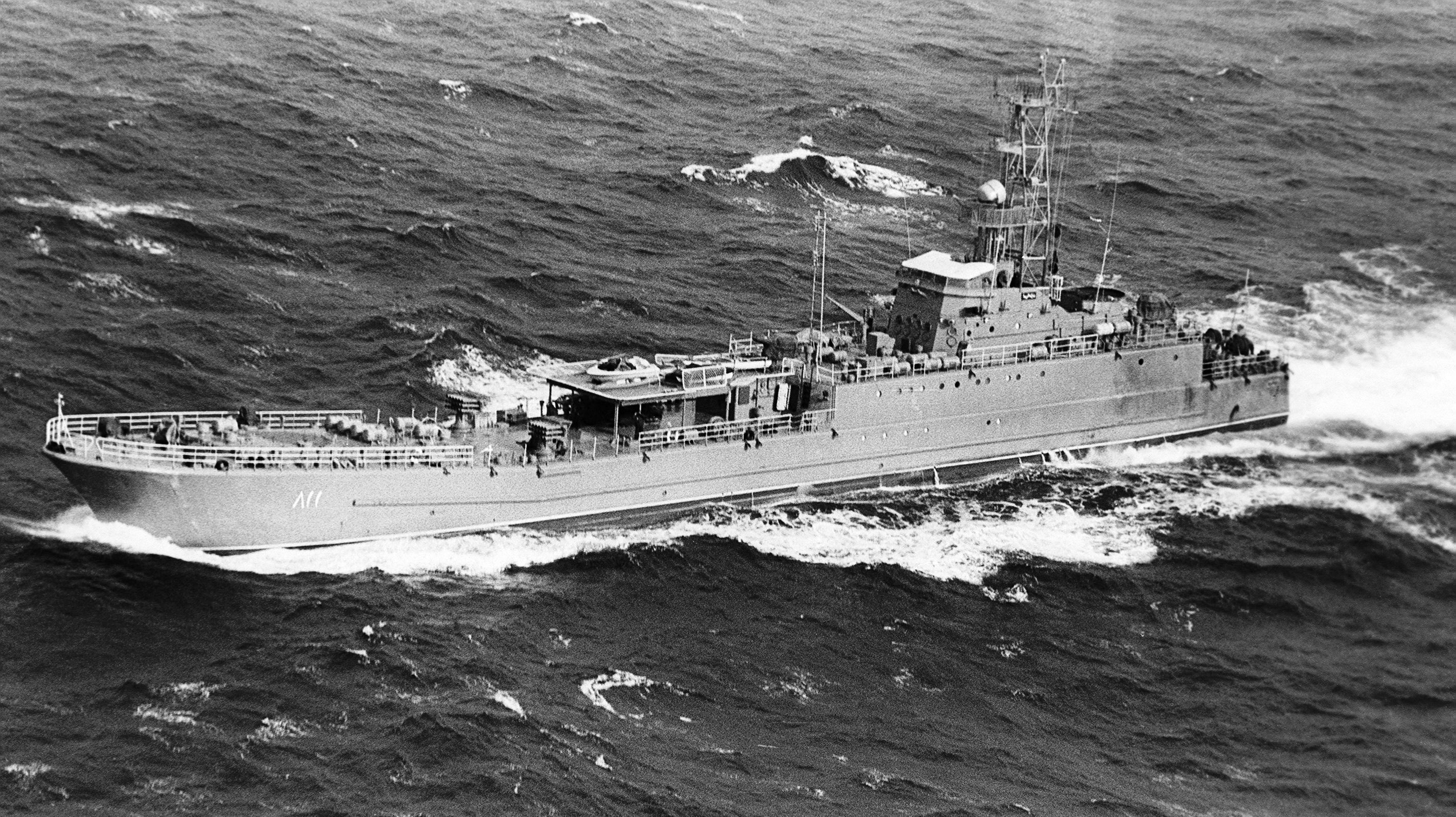
Libyjská výsadková loď Ibn el-Furat

- Projekt 773KL (v kódu NATO třída Polnocny C) – 2 ks[7]
- Menší výsadkové čluny

### Hlídkové čluny
- PV30-LS – 6 ks[3]